# Zámojští
Zámojští, Zamojští, nebo Zamoyští (vlastně Zámostští, polsky Zamoyski, mn.č. Zamoyscy) je někdejší polský velmožský rod z řad polské šlechty, který patřil mezi nejvýznamnější v Polsko-litevské unii.

## Významní členové rodu
- Adam Stephan Zamoyski (* 1949), spisovatel a historik
- Jan Zámojský (1542-1605), magnát, úředník, státník a vojevůdce, zakladatel po něm pojmenovaného města Zámostí (Zamość)
- Tomáš Zámojský (1594-1638), magnát, úředník a státník
- Griselda Konstancie Zámojská (1623-1672), matka polského krále Michala Korbyuta Wiśniowieckého
- Johana Barbora Zámojská (1626-1653), vdaná za magnáta Alexandra Konecpolského
- Jan Soběpán Zámojský (1627-1665), magnát, úředník a generál
- Ondřej Jeroným Zámojský (1716-1792), státník, humanista a reformátor
- Vladislav Stanislav Zámojský (1803-1868), politik, generál, politický aktivista (Hôtel Lambert)
- Ondřej Artur Zámojský (1800-1874), politický aktivista a ekonom
- Vladislav Zámojský (1853-1924), mecenáš
- Maurycy Zamoyski (1871-1939), polský ministr zahraničí
- Adam Michał Zamoyski (1873-1940), voják, sokolský činovník
- Marcin Zamoyski (* 1947), starosta města Zamość v letech 1990–1992 a 2002–2014 a vojevoda Vojvodství Zamość 1992–1994
- Zdzisław Zamoyski (1810–1855), poslanec Říšského sněmu